# Luigi Cavenaghi

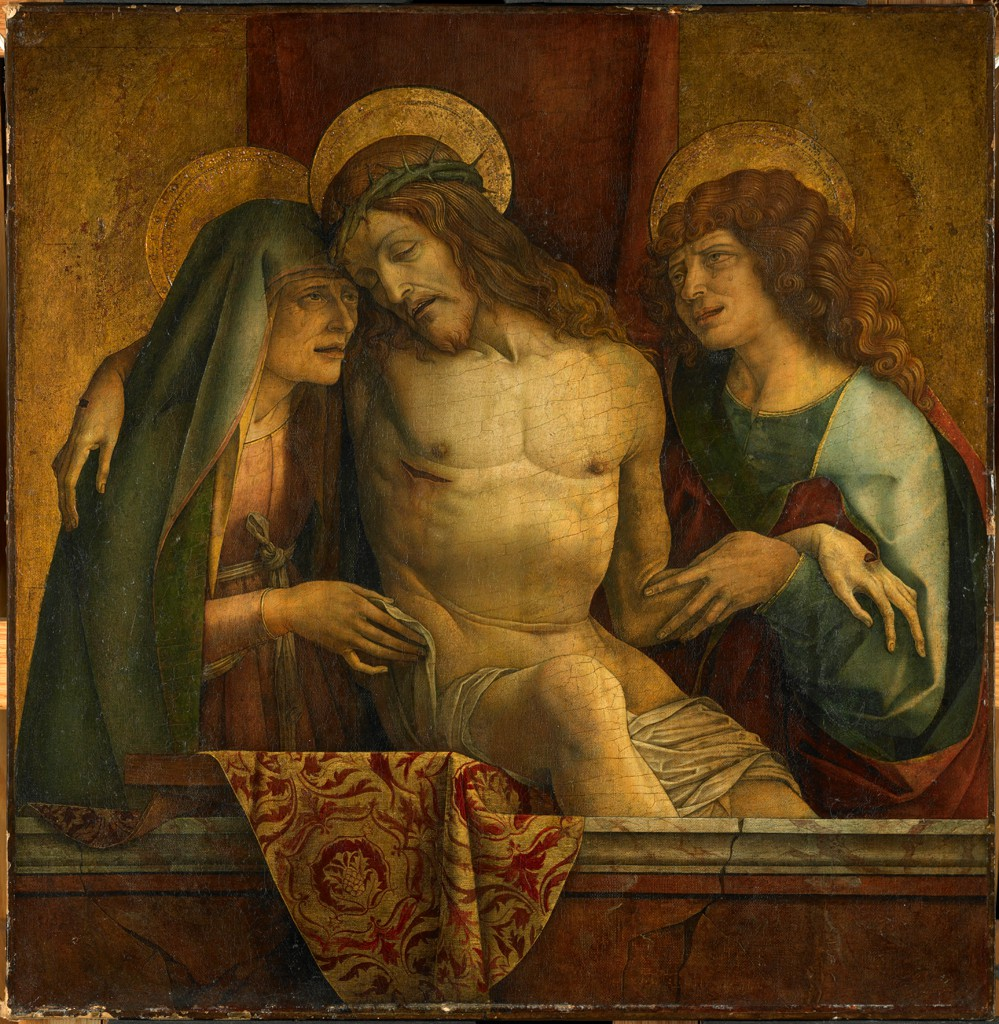
Pietat de Carlo Crivelli (cap a 1470), àmpliament restaurada per Luigi Cavenaghi.

Luigi Cavenaghi   (Caravaggio, 8 d'agost de 1844 - Milà, 7 de desembre de 1918) fou un pintor i restaurador italià.

## Biografia
Es va mudar a una edat primerenca a Milà, i hom el considera el restaurador més important de la seva època.
Estudiant de Giuseppe Molteni i Giuseppe Bertini, el seu nom està vinculat a la restauració de l'Últim Sopar de Leonardo, a què es va dedicar a 7 anys, entre 1901 i 1908.
Tot i que va treballar principalment en la restauració, també va deixar obres de la seva producció, com les columnes de la cúpula de l'Església de San Fedele la decoració de l'absis de l'Església de San Babila, l'interior de l'església de Santa Eufemia, la volta del santuari de Santa Maria del Fonte a Caravaggio, on va tractar de seguir l'estil de l'arquitecte Pellegrino Tibaldi i els frescos de la Basílica de Santa Maria de Gallarate.
La seva àmplia experiència en el camp de la restauració li va concedir assignacions importants, incloent la direcció del departament de pintura del Vaticà i la direcció de la recentment formada Scuola Superiore d'Arte Applicata del Castello Sforzesco a Milà.
Entre els seus estudiants, hi havia Sigismondo Martini.
També va realitzar una sèrie de decoracions a les cases dels milanesos Ponti, Valsecchi, Branca, i Crespi i al Palazzo Turati; també va treballar per a Gian Giacomo Poldi Pezzoli.
Com a pintor, Cavenaghi va treballar principalment el retrat.